# Friedrich Emich
Friedrich Emich (Graz, 5 de septiembre de 1860 - Graz, 22 de enero de 1940) fue un químico austríaco. Emich es considerado el fundador de la microquímica. Junto con su colega de la
Universidad de Graz, Fritz Pregl, perfeccionó el análisis a pequeña escala. Fritz Pregl, precisamente, fue galardonado con el premio Nobel de Química en 1923 por su trabajo en el microanálisis.

## Biografía
Friedric Emich nació en Graz en 1860. Recibió en dicha ciudad su formación elemental, y en 1878 accedió a los estudios de química en la Universidad de Graz. Durante su época universitaria, Emich trabajó en el laboratorio del profesor Richard Maly.
Se doctoró en 1884 y, tras un breve período como profesor en una escuela, se convirtió en profesor de universidad den 1888. Consiguió el puesto de profesor asociado en 1889 en la Universidad de Graz y se convirtió en profesor titular en
1894. Emich permaneció en la Universidad de Graz durante el resto de su carrera académica hasta su jubilación en 1931.

## Trabajo
Friedrich Emich comenzó trabajando con productos naturales, como los ácido biliares. A partir del inicio del siglo XX, Emich centró sus investigaciones en el campo de la química inorgánica. estudiando los óxidos de nitrógeno, los fluoruros de estaño y titanio, y las reacciones de gases explosivos.
Su primera publicación sobre microquímica se produjo en 1893. En ella, Emich describía un método para identificar azufre. Su trabajo se centró fundamentalmente en la microquímica y en 1911 publicó su libro titulado Lehrbuch der Mikrochemie (Manual de Microquímica). En los siguientes años, Emich introdujo nuevos métodos en la química que son esenciales para el trabajo a pequeña escala. Emich mejoró la balanza de fibra de cuarzo e introdujo las pipetas capilares para manejar pequeñas cantidades de líquido durante el análisis.
Friedrich Emich recibió en 1911 el premio Lieben austríaco por su trabajo en microquímica.
Después de la publicación de su segundo libro Mikrochemische Praktikum (Microquímica Práctica) en 1924, Emich dedicó gran parte de su tiempo a enseñar sus métodos a visitantes en la Universidad de Graz. Tras jubilarse en 1931, Emich recibió la prestigiosa medalla Liebig. Siguió trabajando en los laboratorios de la universidad hasta 1937 y murió en Graz tres años más tarde, en 1940.